# (35578) 1998 HE34
1998 HE34 (asteroide 35578) é um asteroide da cintura principal. Possui uma excentricidade de 0.04948640 e uma inclinação de 2.65095º.
Este asteroide foi descoberto no dia 20 de abril de 1998 por LINEAR em Socorro.